# جونکو میاشیتا
جونکو میاشیتا (انگلیسی: Junko Miyashita؛ زاده ۲۹ ژانویهٔ ۱۹۴۹) یک بازیگر زن اهل ژاپن است. 